# Mihelja vas
Mihélja vás je naselje v Sloveniji.

## Geografija
Pomembnejša bližnja naselja so: Otovec (3 km) in Črnomelj (6,5 km).
Naselje sestavljata zaselka: Strmec in Mihelja vas.